# مركز مصر للنانو تكنولوجي
مركز مصر للنانو تكنولوجي (EGNC) هو نتيجة مشتركة لاتفاق الشراكة بين الجانبين المصري وزارة الاتصالات وتكنولوجيا المعلومات (مصر) ممثلة هيئة تنمية صناعة تكنولوجيا المعلومات المصرية (ايتيدا) ، وزارة التعليم العالي ممثلة من جامعة القاهرة ووزارة البحث العلمي المصرية ويمثلها صندوق العلوم والتنمية التكنولوجية (SCID). يمثل مبادرة فنية أطلقتها الحكومة المصرية عام 2008 لدعم حداثة البحوث الصناعية.

## التاريخ
تم اقتراح المركز من قبل الحكومة المصرية في عام 2008 واستند التخطيط للمركز على مذكرة تفاهم تم توقيعها في سبتمبر 2008 بين هيئة تنمية صناعة تكنولوجيا المعلومات ، بالنيابة عن وزارة الاتصالات وتكنولوجيا المعلومات (مصر) ، SCID و IBM. بدأ تطوير رأس المال البشري بإرسال 10 باحثين مصريين لاكتساب خبرة في البحث والتطوير الصناعي في معامل أبحاث IBM في يوركتاون هايتس وزيوريخ . أثناء النشر، يعملون بالتعاون مع علماء IBM في خمسة مشاريع رئيسية. كانت جامعة القاهرة وجامعة النيل الشريكين المؤسسين لـ EGNC ، وشركاء أكاديميون آخرون مثل جامعة المنصورة ، وجامعة مصر واليابان للعلوم والتكنولوجيا . يمتلك المركز 44 براءة اختراع ونشر 25 بحثًا في الدوريات العلمية الدولية لتطبيقات تكنولوجيا النانو في الفترة ما بين 2009 و 2013 

## الأهداف والرؤية
سيساهم هذا المركز الحديث للبحوث في نمو الاقتصاد الوطني من خلال تنمية رأس المال البشري وإنتاج الملكية الفكرية القيمة وتعزيز تطبيقات التكنولوجيا النانوية في جميع القطاعات ذات الصلة بالتنمية الاقتصادية في مصر. هدف المركز هو بناء وتعزيز البحوث التطبيقية والصناعية والبنية التحتية في المناطق ذات القيمة الاستراتيجية الأكبر للقدرة التنافسية والتنمية في مصر على المدى الطويل. كما يهدف المركز إلى جعل الاقتصاد المصري من بين أفضل 10 دول في العالم من حيث النمو النسبي الناتج عن تطوير وتطبيق تكنولوجيا النانو.

## بناء
سيشمل EGNC 28 مختبرًا متخصصًا مجهزًا بأحدث أجهزة تكنولوجيا النانو لمساعدة الباحثين على العمل في مشاريع علوم النانو وتكنولوجيا النانو المتقدمة. يشمل المبنى أكبر غرفة نظيفة في مصر تبلغ مساحتها 600 متر مربع والتي سيتم توسيعها إلى 2000 متر مربع. ستفتح هذه الغرفة النظيفة لأنشطة البحث في القطاعين العام والخاص في مصر. الهدف الحيوي الآخر للمركز هو مساعدة الباحثين على إكمال المشاريع التي يعملون عليها في بيئة مماثلة ومساعدتهم على ترجمة معرفتهم إلى تطبيقات مفيدة يمكن استخدامها في صناعات مختلفة.

## شركاء
يتم تمويل EGNC بشكل رئيسي من قبل وزارة الاتصالات وتكنولوجيا المعلومات المصرية (مصر) ، ووزارة التعليم العالي المصرية، ووزارة البحث العلمي المصرية، ووكالة تنمية صناعة تكنولوجيا المعلومات (ITIDA) ، وصندوق تطوير العلوم والتكنولوجيا (SCID). يوجد بالمركز أيضًا العديد من الشركاء الأكاديميين بما في ذلك جامعة القاهرة وجامعة النيل ، بالإضافة إلى شركاء التكنولوجيا مثل IBM . تشارك EGNC أيضًا في مشاريع مشتركة مع جامعات ومعاهد خارجية كبرنامج تكنولوجيا المياه المتكاملة (IWaTec) مع جامعة دويسبورغ إيسن .

## التركيز على البحوث الحالية
تركز الأبحاث في EGNC على الطاقة الشمسية والرعاية الصحية وتصميم الأدوية وتقنيات تنقية المياه وأدوات البرمجيات المتقدمة وطرق المحاكاة وتقنيات النمذجة متعددة النطاق والخوارزميات. تشمل مجالات التركيز الحالية للبحث الخلايا الكهروضوئية من السيليكون الرقيق، واستعادة الطاقة من الخلايا الكهروضوئية المركزة لتحلية المياه، وأجهزة الاستشعار الحيوية والنمذجة الحاسوبية والمحاكاة، والجرافين الشفاف للإلكترود، وتكنولوجيا النانو الحيوية.